# Takarazuka Revue
La compañía femenina de musicales más prestigiosa de Japón.
Establecida por Kobayashi Ichizo, uno de los fundadores de Hankyu Corporation, la compañía femenina de musicales Takarazuka ha ofrecido desde su formación en 1914 impresionantes funciones de mucho colorido en los que combina canciones, música y teatro. Sus obras tanto de personajes masculinos como femeninos son producciones de contenido tanto tradicional como contemporáneo.

## La Escuela de Música Takarazuka
Todos los miembros del Takarazuka son alumnas graduadas en la Escuela de Música de Takarazuka, la cual Kobayashi fundo en 1913 como manera de atraer a jóvenes chicas de familias adineradas a su grupo de teatro y educarlas así para actuar en su escenario. En un inicio, solo se construyó el interior del Takarazuka cómo teatro, se entarimó el escenario y a través de la difusión local, lograron que jóvenes de la zona subieran al escenario a cantar y bailar. Los espectáculos tuvieron éxito pero había una escasez de talento local, así que Kobayashi decidió abrir una escuela para entrenar jóvenes específicamente para su escenario. Por aquel entonces era impensable que una mujer se subiera al escenario en el ámbito japonés, por lo que se anunció que la escuela seria un lugar donde se educaría a las hijas de las familias para ser “buenas esposas y madres sabias” a la vez que también les proveían con educación entrada en las artes escénicas y musicales. El lema de la escuela era “Kiyoku tadashiku utsukushiku” -  ser puro, ser correcto, ser hermoso.
Al largo de los años la escuela se fue haciendo popular: los exámenes de admisión requerían años de preparación -similares a audiciones teatrales- e incluían entrevistas personales, pruebas de vocalización y pruebas de ballet. Más de mil chicas acuden cada año, de entre 15 y 18 años, y solo alrededor de 50 son aceptadas en la escuela. Nada más ser aceptadas en la escuela inician un entrenamiento muy estricto que las acompañará los próximos años, estudiando cada día ballet, danza moderna, danza tradicional japonesa, tap, historia de la música, historia del teatro, canto, ceremonia del te, conversación en inglés, actuación y etiqueta, entre otros. Cada estudiante usa un uniforme en la escuela, como en la mayoría de las escuelas japonesas; el uniforme en la escuela de música del Takarazuka consiste en una falda larga gris, una chaqueta del mismo color, una blusa blanca y un lazo rojo. 
La relación senpai – kohai (mayor-menor) se forma correctamente desde el comienzo. En el primer año las estudiantes limpian enteramente la escuela a mano cada día, bajo un ojo vigilante de los de segundo año. No se usan limpiadores eléctricos, se utiliza principalmente fregonas, escobas, cepillos y algunas veces cepillos de dientes, entre otros. Se cree que esta práctica -muy común en la  cultura japonesa- ayuda a fomentar la humildad y la actitud propia. Las alumnas de primer año deben recorrer los largos pasillos de la escuela y saludar a las estudiantes mayores con las que se encuentren. Las citas están prohibidas y tienen toque de queda hasta las 10 de la noche. Las de primero viven en dormitorios pero a las de segundo año se les permite compartir habitación.
Al final del primer año se decide si cada estudiante se convertirá en Otokoyaku (quien interpreta personajes masculinos) o una Musumeyaku (quien interpreta personajes femeninos). Esta decisión está basada por una parte en la propia decisión de las estudiantes, y por otra en su apariencia, altura, capacidad vocal y otras habilidades interpretativas. Ser otokoyaku es la alternativa más popular, pues solo un otokoyaku puede convertirse en top star dentro de la compañía, y generalmente tienen más fanes y más atención: la competición para ser otokoyaku es la más alta e incluso se rumorea que algunas estudiantes se han suicidado al no verse elegidas como otokoyaku. Una vez que se ha tomado la decisión, las estudiantes pasan a su segundo año de clases aprendiendo como moverse, hablar y cantar como el género seleccionado. Las estudiantes otokoyaku aprenden técnicas para profundizar sus voces y a masculinizar sus gestos y manera de hablar. Las musumeyaku son educadas para ser ultra-femeninas y así acentuar mejor la masculinidad del otokoyaku.
Después de su segundo año, las estudiantes se gradúan y aparecen en el escenario del Takarazuka en un tradicional baile en línea que requiere un mes de práctica -seis horas diarias- aprenderlo. Esta línea de baile es un rito de aprobación que constituye el debut en el Takarazuka, y es en el año de debut dónde se genera una importante clasificación entre las Takarasienses. La línea de baile es similar al estilo de las Vegas, con una porción integral de la coreografía convirtiéndose en una perfecta sincronización alto-punta pie  y tradicional “¡Ha!” junto a los aplausos de los bailarines. Después del entrenamiento para la línea de baile cada muchacha es asignada a una compañía del Takarazuka y se convierte en un miembro de la compañía.

## La Compañías y el Sistema de Estrellas
Dentro de las compañías, cada actriz tiene un grado (como en la escuela) significando cuantos años tienen desde su debut. (Ver kenkiyouka) El Takarazuka continua poniendo fuerte énfasis en la relación sempai – kohai entre las actrices, y las actrices mayores son tratadas con gran respeto mientras que se espera que las jóvenes se comporten con humildad y respeten a sus mayores. El líder de la compañía o kumicho, es la actriz de cada compañía que debuta primero, y ella asume estar a cargo de todas las actrices jóvenes. Las actrices que debutaron primero tienen un trato preferencial: mayores programas de teatro, las mejores aberturas detrás del talón, los mejores cuartos de hotel y el mejor transporte en un tour local. Dentro del mismo grado, esas actrices que recibieron mayores calificaciones en sus primeras clases obtienen el primer rango. Cada compañía tiene una Top Star, quienes reciben los papeles protagónicos en todas las producciones hasta que ellas retiren. El promedio de “reinado” de una top star es alrededor de 36 meses, ó tres años. La Top Star es siempre un otokoyaku. Hay también una Top Star musumeyaku, pero ella siempre está en un segundo lugar. 
La más popular ó la actriz prometedora, usualmente es Otokoyaku, son alistadas bajo las Top Star, y recientemente la compañía ha comenzado moviendo a todos los de Segundo y tercero y Top Stars a un curso especial, donde ellas deben ser mandadas a otras producciones de cualquier compañía que las suyas propias. Esto fue un movimiento controversial y generalmente impopular, pues significó pocos buenos papeles para las estrellas menores dentro de la compañía; los buenos papeles irían primero a las Top Star, después a las estrellas especiales del curso, y solo entonces las estrellas menores pueden conseguir un papel importante. Sin embargo, fue hecho con la idea que tal arreglo prepararía a las futuras Top Stars, y que cuando una Top Star se retire, una de las Actrices del curso especial podría tomar su lugar, sin necesariamente haber sido un miembro de esa compañía antes. Este sistema demostró ser impopular, sin embargo, parece que en el Takarazuka esta fuera de moda. 
Para llegar a ser una Top Star, una actriz debe trabajar su camino hacia arriba por medio de su compañía. Precisamente porque ella es popular con los fanes no significa necesariamente que ella se convertirá en una Top (sin embargo, tener una base fuerte de fanes ciertamente no perjudica). Ella debe mostrar gran promedio de habilidades en todas las principales áreas de ser un Takarasienne: bailar, cantar y actuar, así como la habilidad y atracción para fanes.
Ella debe ser físicamente bastante fuerte para alzar a sus co estrellas musumeyaku en sus rutinas de danza. Los Takarasiennes tienen un refrán: otokoyaku junen “10 años en un papel masculino”, pues la competición del otokoyaku es particularmente feroz y difícil. Una vez establecida como Top, una estrella debe mantener su popularidad entre sus fanes, pues a menudo la Top Star atrae a la mayoría de la gente a los espectáculos particulares y lleva la responsabilidad más pesada para el éxito del espectáculo. Basado en la observación personal, parece generalmente más importante que una Top otokoyaku sea una buena cantante, y una top musumeyaku sea una buena bailarina. La química también ayuda mucho; un par que tiene química eléctrica mientras encima de un escenario parece inspirar adicionalmente la adoración de un fan. Una pareja Top Star es llamada como una combinación de oro.

## Una Típica Función
Cada compañía pone dos espectáculos por años en el Gran Teatro Takarazuka, y un espectáculo por año en el Teatro de Tokio Takarazuka. Por todo el resto del año ellas hacen funciones en el Salón Arqueado (un teatro más pequeño dentro del Takarazuka), Teatro de Drama de la Ciudad (un teatro en Osaka), Salón de la Juventud Tokio, y otros pequeños teatros alrededor del país. De vez en cuando ellas hacen tours internacionales.
Una típica función en uno de los principales Teatros consiste en un musical y un espectáculo de la revista. El musical es generalmente similar a un musical occidental, con una historia continua, a una actuación hablada entremezclada con números cantados y bailados, trajes hermosos (las Top Star tienen más adornos y detalles en sus vestuarios) y escenografías elaboradas. El espectáculo de la revista se compone de números de canciones y bailes, sobre todo con trajes exagerados estilo las Vegas, muchas plumas, y difíciles coreografías. Algunas veces cuando la porción del musical es más larga de lo normal, la porción de la revista será más corta de lo normal, pero en general el musical y la revista son iguales en términos de cuanto tiempo toma cada una. Una noche por función del espectáculo, los miembros más jóvenes del grupo pondrán su versión del musical, con unas cuantas del elenco de los papeles principales (ver shinjin kouen) Esto da a las actrices más jóvenes una valiosa experiencia en el escenario y experiencia como estrella, e igualmente valiosa exposición con el público. 
El Takarazuka ha puesto en escena una gran variedad de espectáculos, desde adaptaciones de occidente como el Fantasma de la Opera y Guys and Dolls, versiones musicales de películas occidentales como Lo que el viento se llevó, y las tradicionales historias asiáticas (Japonesas, Chinas y Coreanas) que son poco familiares para las audiencias occidentales. Sin embargo ellos componen sus propias historias, ó toman figuras históricas específicas (JFK y James Dean, por ejemplo) y realizan biografías musicales de sus vidas. Los espectáculos tienen una fuerte influencia occidental, particularmente por los Estados Unidos y Francia. 
La estructura del escenario en sí mismo, por lo menos en los dos teatros principales Takarazuka y Tokio, están diseñados para permitir versatilidad y para tener acceso a las estrellas. Las pesadas cortinas del Teatro a menudo se diseñan especialmente para un espectáculo específico. Hay varios atrapa puertas en varios lugares dentro del escenario. Enteramente la porción del centro del escenario fue construida como plataforma que rotaba circularmente separada, así que los sistemas se pueden rotar de vez en cuando en un círculo lento en el centro del espectáculo. La orquesta está rodeada en frente por una tira estrecha del escenario, alrededor de una cerca ancha, que el Takarazuka llama el “puente de plata”. A menudo entre el musical y el espectáculo de la revista se requiere que las actrices caminen hacia fuera sobre le puente para el diálogo o durante ciertas canciones, permitiendo que este en frente de la fila delantera para conseguir una mejor visión de arriba y cerca. El puente de plata tiene escalones que conducen hacia los pasillos de abajo, y se conoce de actrices que durante algunas funciones, verdaderamente bajan y llegan a la audiencia y caminan alrededor durante ciertas canciones. Uno de los aspectos más famosos del escenario Takarazuka es la gran escalera la cual se gira hacia fuera durante el final (y de vez en cuando durante los números de la revista) para que las estrellas caminen hacia abajo, y de vez en cuando otros efectos especiales de iluminación. 

## El Estilo de Vida y las Fanes
Se espera que el Takarasiennes mantenga una casta y virginal imagen pública. Todas las Takarasiennes deben seguir siendo solteras, y su socialización con los hombres esta estrictamente prohibida. No está permitido los visitantes masculinos a los dormitorios, a excepción de hermanos y padres. Las reglas son menos estrictas para las Musumeyaku; ellas pueden ser vistas públicamente con hombres, pero ciertamente no en una cita de contexto romántica. Sin embargo el otokoyaku, tiene una imagen pública que mantener y no debe ser vista incluso con un hombre. A pesar de esto, sin embargo, se conoce que varias actrices pueden irse sin romper las reglas siempre y cuando sean discretas. Muchas veces una Takarasienne se casa después de meses de retirarse del escenario, e incluso Aika Mire admitió a un entrevistador inglés que ella tuvo un novio por un tiempo.
El Takarazuka parece fomentar la apariencia masculina del otokoyaku aun cuando no está en el escenario, por consideración a las fanes, y también muchas de las otokoyaku se inclinan a vestir masculinamente fuera del escenario, particularmente para las apariencias publicitarias.
Todas las Actrices viven en dormitorios, a excepción de las Top Star quienes pueden ser capaces de tener un departamento privado. Ellas tienen un salario, aunque sus salarios no son excepcionales; a menudo la única manera que una Top Star pueda permitirse un departamento es ser apadrinada por un fan acaudalado. Como se espera en cualquier momento teniendo a un grupo de mujeres viviendo y trabajando en cuartos contiguos, los chismes son abundantes, particularmente por las reglas de estricta socialización. Ha habido escándalos- incluso un asunto de lesbianismo ocasional. Las estrellas dependen opresivamente de sus fanes para su calidad de vida, en algunos casos; algunas fanes hacen cajas para almuerzos para sus estrellas, las conducen a sus ensayos y espectáculos, y las protegen contra fanes entusiastas, sin pedir un salario. 
Hay club de fanes oficiales formados por varias estrellas, usualmente casi cuatro o cinco años después que una actriz se une a una compañía, y estos clubes de fanes dan entradas especiales para los espectáculos, lugares en las líneas de salida en la entrada del teatro a de las actrices, etcétera. Uno debe tener permiso del club de fanes para dar una carta o un obsequio a la actriz como entrar o salir del Teatro con ella, por ejemplo. El club de fanes también recibirán de vez en cuando solo a miembros para las reuniones de Té para sus estrellas una vez por función. La estrella tiene que hacer una aparición, y allí puede tener un grupo de fotos, preguntar y responder sesiones y juegos. 
En los clubes de fanes del Takarazuka todos tienen su propia cultura; mientras esperan a sus estrellas para entrar o irse, los clubes de fanes de las Top Star ó las estrellas más antiguas, toma procedencia sobre la línea de club de fanes de las estrellas recientes. Estas se sientan o se arrodillan de frente cuando la estrella aparece, permitiendo que la gente de atrás las vea. (Se ha sugerido que esta es también una muestra de respeto a la estrella, manteniendo su vista a nivel más bajo que el suyo). Las fanes del Takarazuka tienen un estricto código de conducta; no hay gritos, empujones, aplausos, o tocar a las actrices, ellas no pueden pedir fotografías personales con la estrella, e intentan no molestar a los transeúntes. La idea es que si las fanes tienen un mal comportamiento, reflejara gravemente sobre su estrella preferida y podría dañar su imagen pública. Los takarasiennes no tienen agentes o managers de publicidad, así que confían pesadamente en su club de fanes para mantener su popularidad, aunque ninguna de los clubes de fanes son oficialmente endosados por Hankyu Corporation o el mismo Takarazuka.  
La mayoría de fanes del Takarazuka son muchachas jóvenes, promediando los veinte años. Sin embargo, no es frecuente encontrar a niños muy pequeños, a abuelas y a hombres entre los fanes. Ser fan del Takarazuka parece ser a menudo una clase de rasgo de familia, pasada de madres a hijas, que pueden atraer las generaciones de fanes ávidos de Takarazuka. Usualmente el centro de miembros de un club de fanes está en sus treinta y cuarenta, bastante mayores para servir de líder para jóvenes fanes y usualmente bastante acomodados para poder producir una corriente constante de boletos del espectáculo, y posiblemente ayudan financieramente a su estrella preferida. Muchos estudios se han hecho en cuanto al atractivo del Takarazuka, particularmente a la población femenina. El romance representado en las actuaciones del Takarazuka es una clase de ideal femenino; Los actores del Kabuki que actúan representando a mujeres han dicho que encarnan la femineidad ideal, pero el otokoyaku del Takarazuka se esfuerza en crear a un héroe romántico imaginado, que entrega discursos apasionados y demuestra una profunda sensibilidad que captura los corazones y la imaginación de su audiencia femenina. Un artículo de noticias incluso describió al Takarazuka como la fantasía sexual de mujeres; ¡Deje a los hombres tener su pornografía, las mujeres tienen el Takarazuka! Esta declaración puede llevar el tema un poco al extremo, pero definitivamente esta la seguridad que un romance retratado estilo Takarazuka; totalmente intenso (y algunas veces melodramático) apasionado, con una sexualidad dejada mayormente a la imaginación.
El Takarazuka no es una carrera para toda la vida, y la mayoría de las estrellas se retiran entre las edades de veinticinco y treinta años, como se espera que una mujer japonesa generalmente este casada a los veinticinco años. Después de retirarse, están libres de casarse, ó ir más lejos en sus carreras como actrices o cantantes, ó elegir una carrera diferente si prefieren. Muchas fanes de otokoyakus se han decepcionado cuando sus estrellas favoritas se retiran y comienzan repentinamente a usar faldas y aceptando papeles femeninos en películas ó en escenarios… esto es probable en parte por la razón que el otokoyaku tiende a mantener su imagen masculina fuera del escenario durante su carrera en el Takarazuka. Algunas estrellas que han terminado su carrera como Top Star ó han tenido que ingresar a sus cuarenta y aún no están listas a dejar el Takarazuka pueden ser transferidas al curso especial. Allí ellas pueden hacer apariciones como visitantes en cualquier función de las compañías, pero no tienen que mantener a menudo un ensayo riguroso y continuo.

## Vocabulario Básico y Merchandising
Nombres de las Compañías:
•花組 = Compañía Flor (Se especialidad la Danza)
Top Star：Tom Ranju (debut 1996; La Muerte in Elisabeth)
Star：Mirio Asu (debut 2003; La Muerte in Elisabeth)
Karei Yuzu (debut 2009; cover La Muerte in Elisabeth)
Futo Nozomi  (debut 2003;  Lucheni in Elisabeth)
Manato Asaka  (debut 2002; La Muerte in Elisabeth)
Kazuho Sou  (debut 1996; Carrière in Phantom)
Harei Aine  (debut 1997; Philippe in Phantom)
Mayu Otori  (debut 2005; Erik,the Phantom in Phantom)
Yuuhi Oozora (debut 1992; Rudolf in Elisabeth)
Toa Serika (debut 2007; Rudolf in Elisabeth)
•月組 = Compañía Luna (Se especialidad los Recitales)
Top Star：Jun Sena (debut 1992; La Muerte in Elisabeth)
Star：Hiromu Kiriya (debut 1996; Franz in E lisabeth)
Ryo Tamaki (debut 2008; Romeo in Romeo and Juliet)
Masaki Ryuu (debut 2001; Romeo in Romeo and Juliet)
Rio Asumi (debut 2003; Romeo in Romeo and Juliet)
Saya Akizuki (debut 2006; Mercutio in Romeo and Juliet)

•雪組 = Compañía Nieve (Se especialidad el Canto)
Top Star：Kei Otozuki (debut 1998; Romeo in Romeo and Juliet)
•星組 = Compañía Estrella (Se especialidad las representaciones tradicionales)
Top Star：Reon Yuzuki (debut 1999;  Romeo in Romeo and Juliet)
•宙組 = Compañía Cosmos (Se especializa en representar obras experimentales)
Tipos de Espectáculos:
•宝塚大劇場公演 = Takarazuka Daigekijou Koen ( es una función representada en el Gran Teatro Takarazuka; la mayoría de los espectáculos están dentro de esta categoría) 
•新人公演 = Shinjin Koen (realizado por Actrices que tienen menos de siete años en el Takarazuka) 
•ディナーショー = Espectáculos Cenas (un concierto a menor a escala duración una hora cantado por una Takarasienne en particular) 
Revistas:
•宝塚GRAPH: Takarazuka Graph, que antes de 1998 era escrita en katakana (宝塚グラフ). Esta es un formato de revista, llena de grandes fotografías coloridas de las Takarasiennes, se publica todos los meses y es publicado por la compañía Hankyu. Cada edición tiene un póster en los dos lados y stickers de algunas fotos, también se cuentan pequeñas historias ocurridas alguna Takarasienne ó alguna entrevista ah alguna de ellas. Una edición típica contiene fotografías de dos o más producciones actuales del escenario, fotografías de ensayos de espectáculos que aún no han comenzado a presentarse. Muchas entrevistas ilustradas y conversaciones entre las Takarasiennes, y desde 1998, varios retratos de las chicas en las cubiertas, tomadas por el notable fotógrafo Kishin Shinoyama. La 700a edición fue publicada en septiembre del 2005. La edición más reciente siempre esta   https://web.archive.org/web/20090414145840/http://www.hankyubooks.com/t_kageki/graph/index.html, y las ediciones anteriores comienzan aquí https://web.archive.org/web/20090430095321/http://www.hankyubooks.com/t_kageki/graph/graph3.html
•歌劇: Kageki. Se publica mensualmente, es una revista pequeña, de tamaño parecido a un libro de bolsillo mide 21x15 centímetros, solamente el primer trimestre tiene imágenes en color de las Takarasiennes y de sus producciones el resto de la revista es solo texto. Su primera publicación fue en 1918. Dos tercios de tiende a estar dedicado solo artículos, eso lo hace mucho menos valioso para nosotros que solo podemos ver las fotografías. Sin embargo la página de adelante está llena de retratos y es siempre agradable, especialmente en enero, cuando imprimen todas las fotografías de las Takarasiennes más importantes. Una de las Takarasiennes más jóvenes es la encargada de escribir e ilustrar los artículos por cuatro meses. Luego se le rota a otra. También hay entrevistas con los productores, personal y elenco, así como artículos ofrecidos sobre la historia de la compañía. Hay que estar enterado que las cubiertas muchas veces aparecen solo aquí en la revista. Esta revista es más seria, con menos interés en cosas superfluas de las takarasiennes y más interesada en lo que hace la compañía. La edición más reciente está aquí https://web.archive.org/web/20090414201731/http://www.hankyubooks.com/t_kageki/kageki/index.html, y las ediciones anteriores aquí https://web.archive.org/web/20090426161149/http://www.hankyubooks.com/t_kageki/kageki/kage3.html
•Le Cinq (ル・サンク). Le Cinq es una publicación que antes fue conocida como Foursome, la revista cambió de nombre cuando el Revue creó una quinta compañía, Le Cinq incluye fotos y manuscritos completos de una producción, la primera Le Cinq fue de la compañía Nieve / Nova Bossa Nova en 1999. Es levemente más fino que un gráfico, pero con páginas largas, y exclusivamente dedicado a fotografías del escenario de una producción en particular. Hay un Le Cinq para cada espectáculo en el Gran Teatro, y de varios espectáculos del Teatro de Drama de la Ciudad que ofrecen las actrices más prominentes. Podremos ver frecuentemente el salón arqueado ó fotografías en la parte posterior del Shinjin Koen, ó completa escritura japonesa. La edición más cercana está aquí https://web.archive.org/web/20090429064152/http://www.hankyubooks.com/t_kageki/lecinq/index.html, y las ediciones anteriores aquí https://web.archive.org/web/20090429035127/http://www.hankyubooks.com/t_kageki/lecinq/lecinq3.html
•Foursome fue predecesora de Le Cinq, en los días en que solo eran cuatro compañías. Tuvo un número aproximado idéntico de páginas como el Le Cinq, pero era impreso en papel fino, y después fueron Enormous. Los Foursomes son difíciles de enviar pero son extremadamente deseables.  Ellos están fuera de impresión. 
•Otome (宝塚おとめ) Publicada cada primavera, tiene información de la Takarasienne actual. Dividido por compañías, le asignan una fotografía a cada miembro (mientras más antigua es en la compañía su fotografía es más grande), están incluidas su información personal, tal como su cumpleaños, altura y cosas preferidas, etc. Al final hay una introducción que enumera las nuevas clasificaciones de este año. De interés especial para los fanes que no hablan japonés, están todos los nombres verdaderos de las Takarasiennes, todo está escrito en inglés.
Programas:
Los más nuevos, y más brillantes programas tienen siempre sus fotografías en esta página https://web.archive.org/web/20090414101353/http://www.hankyubooks.com/t_kageki/program/index.html 
En el fondo hay botones que conducen a las páginas en las cuales los programas son clasificados por compañía, por año, y por el lugar. Los lugares son, de izquierda a derecha: 
•Gran Teatro del Takarazuka Estos programas contienen grandes retratos encantadores de las estrellas, y unos más pequeños de cada uno en la compañía, las fotografías de los ensayo, mucho información japonesa y dos preciosas páginas en inglés.  
•Teatro Takarazuka Tokio Igual que el Takarazuka, pero con las fotografías del escenario en vez de fotografías del ensayo. De vez en cuando cambiara el elenco levemente entre Takarazuka y Tokio, así que el énfasis se puede poner en diferentes actrices. 
•Salón Arqueado Estos son solamente algunas páginas de adelante, sin inglés y adentro solamente fotografías en blanco y negro. Digno de tener solamente si le obsesiona la primera actriz ó, por supuesto, si lees japoneses.
•Otros Teatros Estos varían. Hay algunos (generalmente en 1.000 Yenes) con programas magníficos del teatro, y otros (más como 600 Yenes) que eran poco más que los programas del Salón Arqueado. Sin embargo, todos contienen por lo menos páginas completas de retratos de las estrellas en color. 
Libros de Fotografías:
Conocido como mooks (libros revistas). Es imposible resistirse mucho tiempo, pues están llenos de magníficas fotografías cada una digna de mirar.
•Libros Personales 
Ha habido dos series de estos encantadores pequeños libros, lanzados mensualmente en febrero del 2001 y mayo del 2004. Cada uno glorifica un segundo o tercer nivel de otokoyaku en particular en el transcurso de cincuenta páginas de fotografías. Aunque los retratos del escenario son enfocados, hay también fotografías del escenario, libros de recuerdos de las Takarasienne.  Los libros en la primera serie incluyeron una conversación entre las Takarasienne y alguien más mayor conectado de una cierta manera con el teatro; las Takarasiennes en la segunda serie, sin embargo, conversaron unas con otras. Así Mizu Natsuki está en el libro de Kiriya Hiromu, Oozora Yuuhi está en el de Sena Jun, etc. Las páginas son más grandes en la segunda serie, pero la fotografía es mejor en la primera.
•Otros Libros de Fotografías: La mayoría se enfocan en una sola estrella. Están explicadas por sí mismas. Los Libros Kishin contienen todas las fotografías de Kishin Shinoyama para la revista Graph a través de un periodo en particular; De rojo con Wao Yuka en la cubierta del libro Nosotros amamos el Takarazuka, mostró su fotografía oscura e interesante.

## Fuente
http://takarazuka-revue.info/tiki-index.php
https://web.archive.org/web/20090531210554/http://www.japonartesescenicas.org/teatro/generos/sigloxx/takarazuka.html

## Enlaces
- Blog Dedicado al Takarazuka Revue en español
- Sitio Oficial

- Datos: Q586430
- Multimedia: Takarazuka Revue / Q586430